# Певчий попугай
Певчий попугай, или красноспинный попугай (лат. Psephotus haematonotus), — вид птиц из семейства Psittaculidae, единственный в роде плоскохвостых попугаев (Psephotus).

## Внешний вид
Длина тела 27—28 см, хвоста 14 см. Окраска оперения очень пёстрая. Брюшко жёлтое, а спина, грудь, голова и кроющие перья хвоста зелёные. Имеется кирпично-красное пятно в области крестца. Крылья зелёного цвета с жёлтым пятном и ярко-синими краями. Самка имеет оливково-зелёную окраску и у неё отсутствует кирпично-красное пятно. Клюв черновато-сероватый. Ноги телесного цвета.
В культуре выведены цветовые разновидности: жёлтая, лютино, опалиновая, оранжевая и синяя.

## Распространение
Обитает на юго-востоке Австралии.

## Образ жизни
Населяют открытую местность, саванны с редкими деревьями и кустарниками, луга, пастбища, фруктовые сады, парки, в прибережной зоне в мангровых зарослях до высота 1000 м над уровнем моря. Питаются, в основном, семенами трав, кустарников, ягодами, почками и насекомыми. Часто кормятся на фермах, подбирая зёрна при кормёжке скота или птицы. Иногда вредят посевам зерновых культур.

## Размножение
Гнездятся в разного рода постройках, домах, сараях и так далее. Довольно своеобразен у него процесс токования и ухаживания за самкой. Самец многократно повторяет приятную песенку, производит различные движения головой, трясёт крыльями. После такого «танца» он обычно кормит самку, распустив при этом веером хвост. Самка откладывает от 3 до 7 яиц. Насиживает 20—21 день, самец её в это время кормит и всячески опекает, хотя участия в высиживании яиц не принимает. Птенцы вылетают из гнезда через 35 дней, но родители подкармливают их ещё дней 15—20.

## Содержание
Очень распространённая комнатная птица. У них приятный мелодичный голос. Самец очень хорошо поёт. В Европу был завезён в середине XIX века. Сравнительно легко размножается в вольерах и больших садках. Певчие попугаи не любят общество других попугаев, поэтому в вольер обычно помещают только одну пару. В противном случае могут возникать ссоры из-за гнездовых домиков.

## Систематика
В род плоскохвостых попугаев ранее включали представителей рода Northiella (включая кровавобрюхого плоскохвостого попугая) и Psephotellus, но по результатам филогенетических исследований эти роды обособили, оставив в роде Psephotus единственный вид — Psephotus haematonotus.

### Классификация
Вид делят на 2 подвида:
- Неяркий красноспинный певчий попугай[источник не указан 1457 дней] Psephotus haematonotus caeruleus Condon, 1941 — длина тела 25 см. Бледнее и бирюзовее номинативного подвида. Крестец красно-оранжевый. Самка бледнее и серее самки номинативного подвида. Распространён на юго-западе Квинсленда, северо-востоке Южной Австралии, юге и юго-востоке Северной территории.
- Красноспинный певчий попугай[источник не указан 1457 дней] Psephotus haematonotus haematonotus (Gould, 1838) — длина тела 27 см. Распространён в юго-восточной Австралии (исключая юго-запад Квинсленда, северо-восток Южной Австралии, юг и юго-восток Северной территории).

## Фото

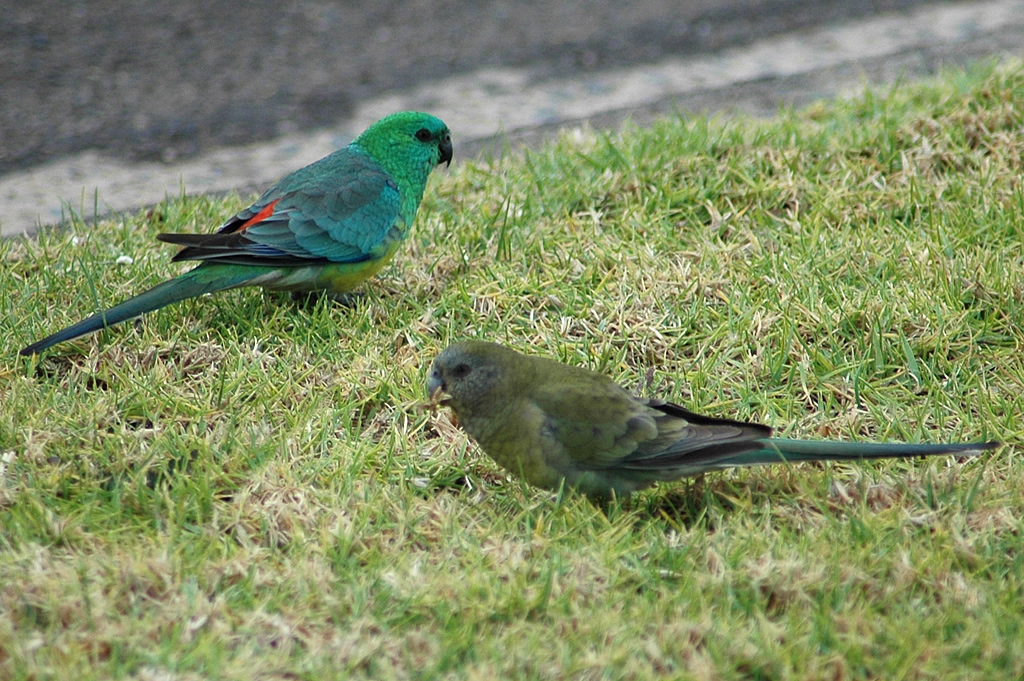
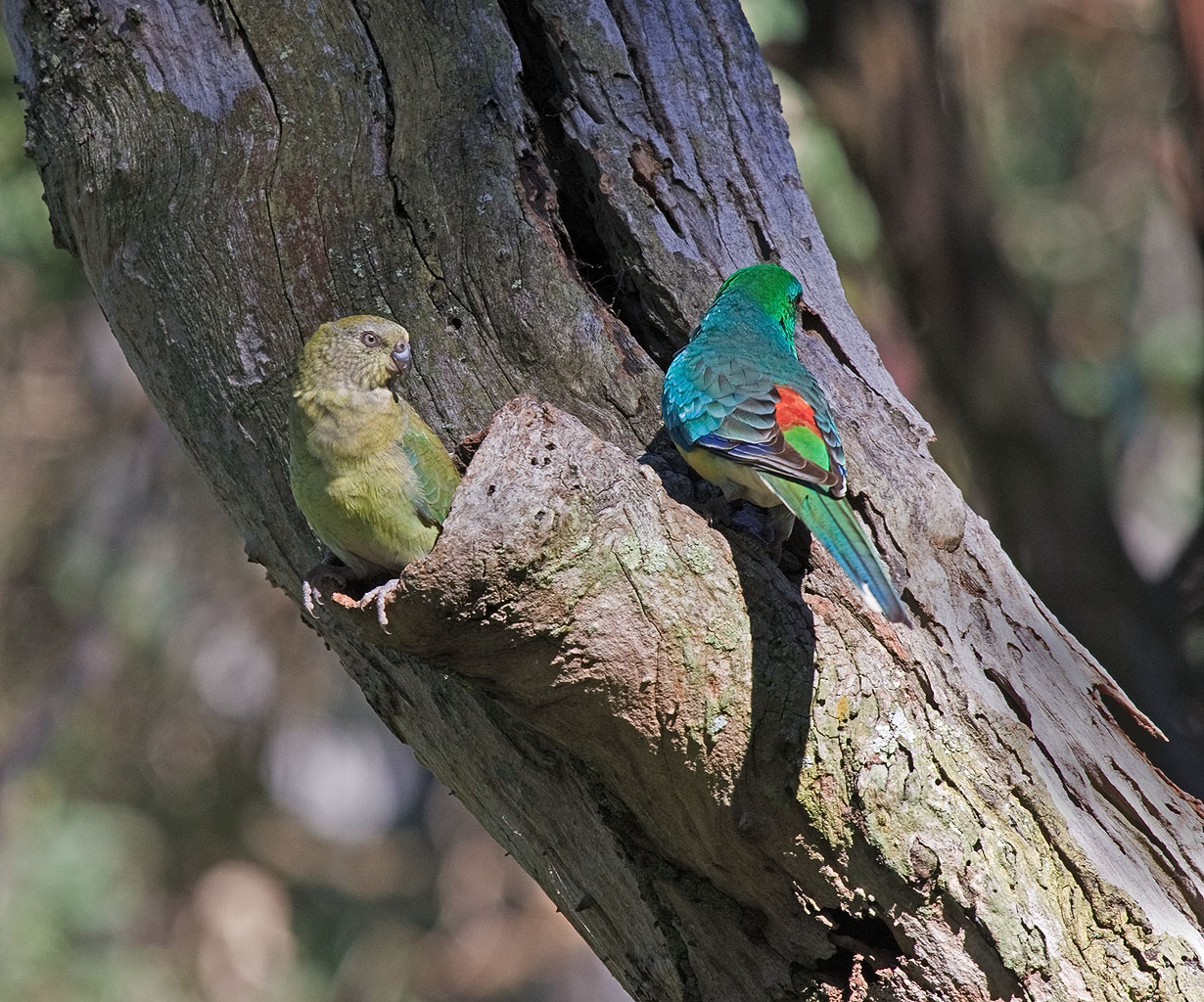